# コブレチ
コブレチ（グルジア語: ქობულეთი、英: Kobuleti）は、ジョージア南西部にあるアジャリア自治共和国の都市。2014年の時点で1万6546人が暮らす。黒海に面するビーチリゾートとして、夏を中心に国内やCIS諸国から年間10万人が訪れる。
17世紀から19世紀にかけてグリア公国、それからオスマン帝国に支配され、封建制度のもとTavdgiridze家の所領にあった。オスマン帝国時代はトルコ語でチュリュスク（Çürüksu）と呼ばれた。
基幹産業は観光業と農業で、雇用主は中小企業がほとんどである。教会が11堂、モスクが2軒、公園が4箇所、ホテルが15館ある。
気候は穏やかな亜熱帯気候で、夏は日差しが強く、海風が吹く。海の水温は温かい。

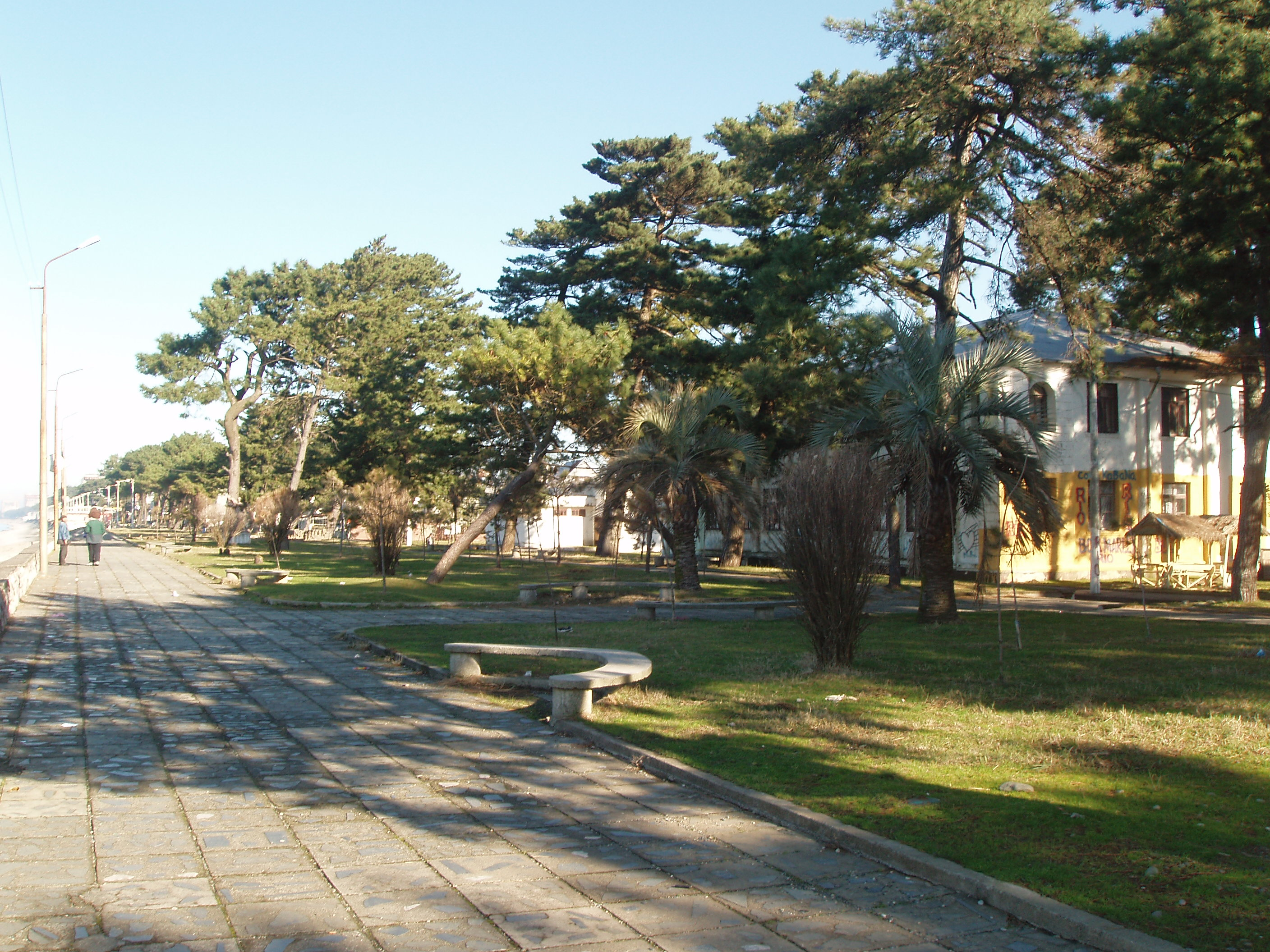
ビーチ沿いのプロムナード

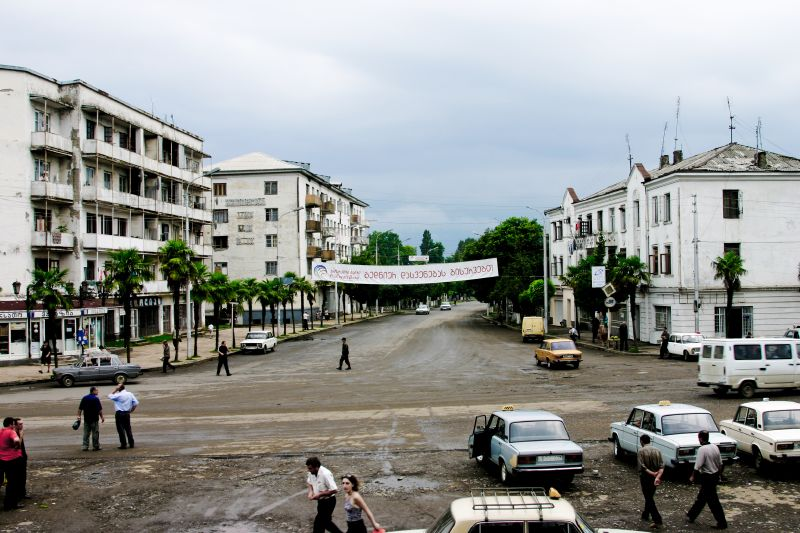
メインストリート